# 第129独立領土防衛旅団 (ウクライナ領土防衛隊)
第129独立領土防衛旅団（だい129どくりつりょうどぼうえいりょだん、ウクライナ語: 129-та окрема бригада територіальної оборони）は、ウクライナ領土防衛隊の旅団。東部作戦管区隷下。

## 歴史

### ロシアのウクライナ侵攻

第101独立領土防衛大隊章

2022年3月10日、ロシアのウクライナ侵攻の影響に伴い、第108独立領土防衛旅団隷下の第101独立領土防衛大隊を基幹にドニプロペトロウシク州クルィヴィーイ・リーフで創設された。
2022年8月、ウクライナ義勇軍隷下の第7独立アレイ大隊が配属された。

#### 南部・ヘルソン戦線

第129独立領土防衛旅団旗

2022年8月、南部ヘルソン州に配備され、ベリスラウ方面で攻勢を開始した。アルハンヘリスケ、ミロリュビウカを解放し、ウォロディミル・ゼレンスキー大統領に「私の故郷クリヴィー・リーフの第129旅団に感謝します」と感謝され、11月にロシア軍はドニエプル川西岸から撤退した。

#### 東部・南ドネツク戦線
2023年6月、東部ドネツィク州ヴォルノヴァーハ地区に再配置され、ヴェリカ・ノヴォシルカ方面で攻勢を開始し、アレイ大隊がネスクチュネを解放した。7月に第35独立海兵旅団と共にスタロマイオルスケを解放した。

#### 東部・アウディーイウカ戦線
2023年11月、激戦地の東部ドネツィク州ポクロウシク地区に再配置され、友軍の救援でアウディーイウカ方面を防御した。
2024年2月、第7アレイ大隊が第253独立強襲大隊に改編された。

#### 北東部・ハルキウ戦線
2024年5月、第253大隊がロシアと国境を接する北東部ハルキウ州ハルキウ地区に再配置され、友軍の救援でヴォウチャンシク方面を防御した。

#### ロシア・クルスク戦線
2024年8月、ロシア・クルスク州に再配置され、スジャ方面に展開した。

## 編制
- 旅団司令部（クルィヴィーイ・リーフ）
- 第235独立領土防衛大隊
- 第236独立領土防衛大隊
- 第237独立領土防衛大隊
- 第238独立領土防衛大隊
- 第239独立領土防衛大隊
- 第248独立領土防衛大隊
- 第253独立強襲大隊

- 火力支援中隊
- 迫撃砲中隊
- 対破壊工作中隊
- 戦闘・後方支援隊
- 衛生隊
- 第422独立無人システム大隊